# Installer.app

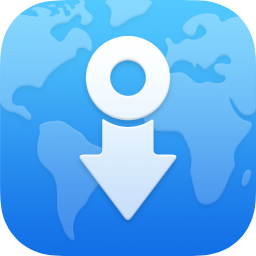
Icona Installer 5

Installer.app è un'applicazione open source sviluppata da Nullriver, in seguito gestita da RipDev per iOS. Attualmente gestita dall'AppTapp team, permette agli utenti che effettuano la procedura di Jailbreak del proprio dispositivo di installare software e pacchetti di terze parti, non autorizzati da Apple, alternativi a quelli dell'App Store. Venne rilasciato per la prima volta nell'estate 2007.
Installer consentiva agli utenti di installare applicazioni di terze parti nelle directory Applicazioni dell'iPhone, in cui sono situate le applicazioni di default. Gli utenti possono installare applicazioni da varie di fonti (tramite Wi-Fi o UMTS), fornite dagli sviluppatori di software, direttamente nell'iPhone senza richiedere un computer. Gli utenti potevano consultare degli elenchi di applicazioni da installare tramite delle Repository.
Nel giugno 2009, RipDev ha abbandonato il progetto di Installer a favore dello sviluppo di un nuovo gestore di pacchetti e un programma di installazione diverso chiamato Icy.

## Storia
Uno dei primi jailbreak che introdussero Installer.app fu JailbreakMe 1.0 (AppSnapp) di comex, eseguibile direttamente da Safari, per iPhone OS 1.1.1 per iPhone 2G e iPod touch. 
Quando venne rilasciato il firmware 2.0, erano presenti modifiche al framework. Tutte le applicazioni compilate per iPhone OS 1.2 e versioni successive non erano più in grado di funzionare su 2.0. Pertanto Installer 3 non era disponibile per 2.0 e la stragrande maggioranza degli utenti passò di conseguenza a Cydia. RiPDev lavorò sul progetto di Installer e sviluppò Installer 4.0. Al termine dello sviluppo di Installer 4.0, venne aggiunto al software QuickPwn. 
Installer 4.0 non ebbe la stessa popolarità di Installer 3.0 perché la maggior parte degli utenti del jailbreak erano passati ad utilizzare Cydia.
Nel maggio 2011, un team di sviluppatori, chiamato Infini-dev, riscrisse Installer 4 in modo che potesse essere eseguito su iOS 4 e versioni successive. Tuttavia le maggiori repository di pacchetti erano ormai solo compatibili con Cydia.
RiPDev rimise online il vecchio repository del programma, dal momento che Infini-Dev riscrisse Installer. Ci furono altre repository come Greek-iPhone che offrono pacchetti aggiornati per l'Installer.
Nell'estate del 2009 il progetto di Installer 4 chiuse.

## Installer 5
Infini-Dev Team decisero nel dicembre 2017 di voler riaprire il progetto Installer, spostando il progetto sotto il nome di AppTapp Team. 
Il 4 luglio 2019 venne rilasciato la prima beta pubblica di Installer 5. Il nuovo sistema di gestione dei pacchetti funziona a partire dalla versione iOS 9 fino alle versioni più recenti.